# Lunow
Lunow è una frazione del comune tedesco di Lunow-Stolzenhagen, nel Land del Brandeburgo.

## Storia
Il 1º marzo 2002 il comune di Lunow venne fuso con il limitrofo comune di Stolzenhagen, formando il nuovo comune di Lunow-Stolzenhagen.